# Tursk (województwo lubuskie)
Tursk – wieś w Polsce położona w województwie lubuskim, w powiecie sulęcińskim, w gminie Sulęcin.
W latach 1975–1998 miejscowość położona była w województwie gorzowskim.
Mieści się tu dom pomocy społecznej. Jego mieszkańcem był Józef Kowalski – najstarszy Polak oraz ostatni żyjący weteran wojny polsko-bolszewickiej.

## Zabytki
Do wojewódzkiego rejestru zabytków wpisany jest:
- kościół ewangelicki, obecnie rzymskokatolicki filialny pod wezwaniem św. Stanisława Biskupa, z 1840 roku.